# جازی (فیلم)
جازی (به انگلیسی: Jazzy) یک فیلم درام آمریکایی محصول سال ۲۰۲۴ به کارگردانی و تهیه‌کنندگی موریسا مالتز، بر اساس فیلمنامه‌ای از مالتز، لینی بیرکیلر شانگریو، وانارا تاینگ و اندرو هاجک است. این فیلم به عنوان دنباله‌ای بر فیلم کشور ناشناخته (۲۰۲۲) محسوب می‌شود، یاسمین بیرکیلر شانگرو، سیریه فوهد مینز و لیلی گلادستون در این فیلم بازی می‌کنند.
اولین نمایش جهانی این فیلم در جشنواره فیلم ترایبکا در ۹ ژوئن ۲۰۲۴ بود و قرار است در ۷ فوریه ۲۰۲۵ توسط ورتیکال انترتینمنت منتشر شود.

## خلاصه داستان
جازی چالش‌های بزرگ شدن را بررسی می‌کند. وقتی بهترین دوستش از آنجا دور می‌شود، احساس از دست دادن و استقلال را تجربه می‌کند.

## ساخت
تولید در ژوئیه ۲۰۲۳ به پایان رسید و انجمن بازیگران سینما و فدراسیون هنرمندان تلویزیون و رادیو آمریکا یک توافق موقت برای فیلم اعطا کرد.

## بازخوردها
- در وب‌سایت جمع‌آوری نقد راتن تومیتوز از نظرات ۱۲ منتقد با میانگین امتیاز ۸ از ۱۰ مثبت است.[۶]
- در متاکریتیک که از میانگین وزنی استفاده می‌کند، بر اساس رای ۶ منتقد، امتیاز ۸۱ از ۱۰۰ را به فیلم اختصاص داد که نشان دهنده «تحسین جهانی» است.[۷]